# El día anterior
 El día anterior  es el cuarto capítulo de la tercera temporada de la serie dramática El ala oeste de la Casa Blanca.

## Argumento
El Presidente va a vetar su primer proyecto de ley, ante el creciente acoso del Gran Jurado. Dicho proyecto pretende reformar las herencias de los más ricos, reduciéndoles los impuestos, algo a lo que se opone el equipo al completo de la Casa Blanca. A última hora se encuentran con un problema: les faltan votos para dejar el veto como está.
Durante la cena de gala en honor de los Premios Nobel, Josh, Toby y Sam se reunirán con varios políticos influyentes para lograr parar el rechazo del congreso al veto presidencial. Josh se entrevistará con el gobernador de Indiana Jack Buckland, quien aspira a participar en las nominaciones demócratas para la Presidencia, quien presume, además, de tener una salud de hierro.
Por su parte, Toby y Sam hablarán con un congresista demócrata del medio oeste, que pretende sacar provecho de la debilidad de la Casa Blanca consiguiendo importantes beneficios agrícolas. Finalmente Leo les ordena a todos que luchen por el país y se enfrenten a los miembros de su propio partido. Todos lo lograrán, incluso Toby y Sam quienes pactan finalmente con un político republicano.
Por otro lado, un terrorista palestino mata en un atentado suicida a dos jóvenes norteamericanos y a varios ciudadanos de Israel. Gracias al FBI y a la CIA descubrirán que el atentado ha sido organizado por un líder palestino contrario a Yasir Arafat. Este, tras la amenaza de que le quiten varias ayudas, lo detendrá, evitando la venganza del gobierno judío. C.J. se enfrenta en una rueda de prensa con una reportera polémica poco conocedora de la alta política estadounidense, a quien solo le importa que modelo de vestido lleva la Secretaria de Prensa.
Mientras, los miembros más importantes del equipo de la Casa Blanca tratan de convencer a Charlie para que se acoja a la inmunidad. Este lo rechaza alegando que pertenece a un equipo y que estará con ellos pases lo que pase. Por último, Donna le confiesa a Josh que ha salido con un abogado republicano. Este reaccionará pidiéndole que no vuelva a quedar con él, puesto que son sus grandes adversarios políticos, y más ahora que comienzan las deliberaciones del gran jurado.

## Curiosidades
- El guion del episodio fue escrito poco antes de los Atentados del 11 de septiembre de 2001. Tras la enorme consternación producida por estos hechos, Aaron Sorkin se dedicó a reescribirlo entero, introduciendo la trama del atentado.
- El título del episodio se refiere, como bien se explica al final, al Yom Kippur, en concreto al día anterior, el Erev Yom Kippur, cuando el pueblo judío pide perdón por sus pecados a sus semejantes.
- Por primera vez se menciona a un político real, en concreto a Yasir Arafat.

## Premios
- Janel Moloney fue nominada como mejor actriz de reparto por este episodio en los Premios Emmy de 2002. Luchó por el premio con otra dos actrices de la serie: Mary-Louise Parker, y Stockard Channing, quien se haría con el premio.

## Enlaces
- Enlace al Imdb.
- Guía del episodio (en inglés).

- Datos: Q609025